# Bat Out of Hell
Bat Out of Hell - En españolː Murciélago salido del infierno - es el álbum debut del cantante estadounidense Meat Loaf. Fue compuesto por el músico Jim Steinman y producido por el también cantante Todd Rundgren. Fue publicado el 21 de octubre de 1977 por Cleveland International.
Su estilo musical está influenciado por la apreciación de Steinman del compositor clásico Richard Wagner, el productor Phil Spector y el cantautor Bruce Springsteen.
Steinman produjo una secuela en 1993, llamada Bat Out of Hell II: Back into Hell, la cual incluye el exitoso sencillo «I'd Do Anything for Love (but I Won't Do That)». Una segunda secuela, Bat Out of Hell III: The Monster Is Loose, fue lanzada en octubre de 2006, presentando siete canciones escritas por Steinman. En conjunto los tres álbumes se conocen como la trilogía Bat Out of Hell, la serie más exitosa de Meat Loaf y una de las trilogías más exitosas de la historia de la música y la más exitosa comercialmente del rock.
Hasta 2007, había vendido un estimado de 34 millones de copias, y continúa vendiendo aproximadamente 200 000 por año, siendo uno de los álbumes más vendidos de la historia.
La revista Rolling Stone lo colocó en la posición 343 de su lista de los 500 mejores álbumes de todos los tiempos.

## Antecedentes
El álbum surgió a partir del musical Neverland, una adaptación de ciencia ficción de la historia de Peter Pan, la cual Steinman escribió para un taller llevado a cabo en el Centro John F. Kennedy en 1977. Steinman y Meat Loaf, se encontraban viajando con el espectáculo de la revista National Lampoon, y sintieron que tres canciones del musical eran «excepcionales». 
Steinman comenzó a desarrollarlas como parte de un proyecto de siete canciones que querían transformar en un álbum. Las tres canciones eran "Bat out of Hell", "Heaven Can Wait" y "The Formation of the Pack", la cual sería renombrada "All Revved Up With No Place to Go".
Steinman y Meat Loaf tuvieron grandes dificultades para encontrar una compañía discográfica dispuesta a darles un contrato. De acuerdo con la autobiografía de Meat Loaf, la banda pasó gran parte del año 1975, y dos años y medio más, audicionando con el disco y siendo rechazados. Sonenberg bromea con que estaban creando compañías sólo para que pudieran ser rechazados. Interpretaban el álbum en vivo, con Steinman tocando el piano, Meat Loaf cantando y en ocasiones Ellen Foley participando en el tema "Paradise by the Dashboard Light". Steinman dice que fue una "mezcla de los rechazos más brutales que se puedan imaginar". Meat Loaf "casi se desploma" cuando el ejecutivo de CBS Clive Davis rechazó el proyecto. El cantante rememora el incidente en su autobiografía. Según Meat Loaf, Davis no sólo dijo que "los actores no graban discos", sino que el ejecutivo además cuestionó las habilidades de Steinman como escritor y su conocimiento del género:

¿Sabes cómo escribir una canción? ¿Sabes algo sobre escribir? Si vas a escribir para discos, va de esta forma: A, B, C, B, C, C. No sé lo que estás haciendo. Estás haciendo A, D, F, G, B, D, C. No sabes cómo escribir una canción... ¿Alguna vez has escuchado música pop? ¿Alguna vez has escuchado algo de rock and roll? ... Deberías bajar por las escaleras cuando te vayas... y comprar algunos discos de rock and roll.

Meat Loaf afirma "Jim, en ese momento, conocía cada disco que producía. [Él] es una enciclopedia andante de rock". Aunque Steinman se burló de los insultos, Meat Loaf gritó "Fuck you, Clive!" desde la calle hacia su edificio.
Todd Rundgren, no obstante, encontró al álbum divertidísimo. El cantante lo cita diciendo: "Tengo que producir este álbum. Simplemente es tan allí afuera". Le dijeron al productor que habían firmado con RCA Records. En una entrevista de 1989 con la revista Classic Rock, Steinman catalogó al músico como "el único genio genuino con el que jamás he trabajado".

## Grabación
Las sesiones de grabación comenzaron en 1976, en Bearsville, cerca de Woodstock, Nueva York. 
Roy Bittan y Max Weinberg, el pianista y baterista de la banda E Street Band de Bruce Springsteen, respectivamente, participaron en el álbum, además de otros miembros del grupo de Rundgren, llamado Utopia: Kasim Sultan, Roger Powell y Willie Wilcox. Edgar Winter tocó el saxofón en "All Revved Up". El mismo Rundgren tocó la guitarra, incluyendo el "solo de motocicleta" en "Bat out of Hell".
Tanto Steinman como Rundgren fueron influenciados por Phil Spector y su "muro de sonido". De acuerdo con Meat Loaf, Rundgren juntó todos los arreglos porque aunque "Jim podía oír todos los instrumentos" en su cabeza, Steinman tarareaba en lugar de orquestar. En una entrevista de 1989 con Redbeard para el programa radiofónico In the Studio with Redbeard durante un episodio dedicado al álbum, Meat Loaf reveló que Jimmy Iovine y Andy Johns fueron potenciales candidatos para producir Bat Out of Hell antes de ser rechazados por él y por Steinman para apoyar a Rundgren, a quien Meat Loaf al principió halló desagradable pero terminaría apreciándolo.
Cuando Rundgren descubrió que el contrato con RCA en realidad no existía, Albert Grossman, quien había sido el representante de Bob Dylan, ofreció ponerlo en su compañía disquera de Bearsville, aunque necesitaba más dinero. Rundgren esencialmente había pagado el álbum por sí solo. Mo Ostin de Warner Bros. quedó impresionado, pero otras personas de alto cargo los rechazaron después de que tocaron en vivo. Steinman los había ofendido unos años antes al audicionar con una canción titulada "Who Needs the Young," en la cual él decía "Is there anyone left who can fuck? Screw 'em!"
Otro miembro de E Street Band, Steve Van Zandt, y el representante David Sonenberg se pusieron en contacto con Cleveland International Records, una subsidiaria de Epic Records. Después de escuchar el discurso introductorio de "You Took the Words Right Out of My Mouth (Hot Summer Night)", el fundador de la compañía Steve Popovich aceptó el álbum.

### Producción final
Rundgren mezcló el disco en una noche. Jimmy Iovine, quien había mezclado Born to Run de Springsteen, remezcló algunas de las canciones. Después de muchos intentos realizados por muchas personas, John Jansen mezcló la versión de "Paradise" que terminó siendo la definitiva. De acuerdo con Meat Loaf, él, Jansen y Steinman mezclaron la canción "Bat out of Hell".

## Contenido

### Canciones
El álbum abre con su canción homónima, "Bat out of Hell", tomada del musical Neverland de Steinman. Es el resultado del deseo de Steinman de escribir la "canción acerca de un accidente más extrema de todos los tiempos". Habla de un chico que está conduciendo tan rápida y eufóricamente que es incapaz de ver una obstrucción en su camino hasta que es "demasiado tarde". La siguiente canción, "You Took the Words Right Out of My Mouth (Hot Summer Night)", abre con un pequeño discurso de Steinman y Marcia McClain, el cual también fue tomado del musical Neverland, así como lo fueron las dos siguientes pistas. "All Revved Up With No Place to Go" describe el comienzo de una relación y también la pérdida de la virginidad de la mujer.
El segundo lado comienza con "Two Out of Three Ain't Bad", la cual fue escrita cerca del final de la producción del álbum. La canción habla del rompimiento de dos relaciones: la primera cuando el cantante dice que no está enamorado de su pareja, y la segunda cuando recuerda que la "única mujer... [que él] jamás había amado" lo dejó. En la serie documental Classic Albums, Rundgren reconoce cómo la canción fue influenciada por The Eagles, grupo exitoso en aquella época. El productor también resalta el "humor subyacente en la letra", citando la línea "There ain't no Coupe de Ville hiding at the bottom of a Cracker Jack box." Él dice que sólo podrías "escaparte" con esa letra "en una canción de Meat Loaf".
La sexta pista, "Paradise by the Dashboard Light", es una historia épica acerca del romance adolescente y el sexo. Siendo un dueto entre Meat Loaf y Ellen Foley, la pareja rememora haber conducido a un lugar solitario, en donde él planea tener sexo. Ellos "se entienden" en la sección instrumental intermedia, descrita en metáfora en un comentario de béisbol del anunciador de los New York Yankees Phil Rizzuto. No obstante, ella lo detiene justo antes de tener sexo, insistiendo en que primero declarara su amor por ella. La parte final de la canción presenta a la pareja en una relación enconada, en la cual están "rezando por el fin de los tiempos" porque, según dice la canción, "si tengo que pasar otro minuto contigo no creo que realmente pueda sobrevivir". Mientras que la primera pista es la "máxima canción acerca de un accidente automovilístico", ésta, de acuerdo con su autor, es la "máxima canción acerca de tener sexo en un auto". Personifica al álbum, como Ellen Foley lo describe, "mentalidad sexual pre-puberta".
La pista final del álbum, "For Crying Out Loud", es una canción de amor más tranquila. Recapitula los cambios positivos que una chica ha hecho en la vida del cantante, la cual había "tocado fondo". La canción también incorpora cierta insinuación sexual con la línea "And can't you see my faded Levi's bursting apart."
Comparando al álbum con el musical de Steinman de fines de los años 1960 llamado The Dream Engine, la revista Classic Rock dice que la imagen de Steinman está "revolucionada y cargada de testosterona. Canciones como "Paradise By The Dashboard Light", "Two Out Of Three Ain't Bad" y "For Crying Out Loud" hicieron resonar la visión adolescente del sexo y la vida: impulsos físicos irrepresibles y añoranza romántica irrealista".
Las canciones de Steinman para Bat out of Hell son personales mas no autobiográficas:

Nunca pensé en ellas como canciones personales en términos de mi propia vida sino que fueron canciones de personalidad. Todas trataron de mis obsesiones y mis imágenes. Ninguna de ella se sitúa en un mundo real. Todas ellas se desarrollan en un mundo extremo. Muy operativas... todas fueron realzadas. No ocurren en la realidad normal.

Por ejemplo, citando la narrativa de "Paradise," Rundgren bromea diciendo que no puede imaginar a Steinman a orillas de un lago con la chica más linda de la escuela, pero puede imaginar a Steinman imaginándolo.

### Portada
A Steinman se le atribuye el concepto de la portada del álbum, la cual fue ilustrada por Richard Corben. La portada presenta a una motocicleta conducida por un hombre musculoso de larga cabellera rubia, saliendo disparado del suelo en un cementerio. Al fondo, un gran murciélago se encuentra posado en la parte superior de un mausoleo que se levanta por encima del resto de las lápidas. En 2001, la revista Q enlistó a esta portada en la posición 71 de su lista de "Las cien mejores portadas de discos de todos los tiempos".
Steinman había querido acreditación equitativa con Meat Loaf en el título del álbum. Quería que se llamara "Jim Steinman presenta..." o "Jim y Meat", o viceversa. Por razones de mercadotecnia, la compañía discográfica quería hacer de "Meat Loaf" el nombre reconocible. Como compromiso, las palabras Songs by Jim Steinman ("Canciones de Jim Steinman") aparecen relativamente prominentes en la portada. El cantante cree que esto probablemente fue el inicio de su "relación ambivalente".
El álbum fue dedicado a Wesley y Wilma Aday (los padres de Meat Loaf) y a Louis Steinman.

### Título
La frase bat out of Hell ("murciélago saliendo del infierno") se remonta a la obra del año 414 a. C. del dramaturgo griego Aristófanes titulada Las aves. En ella se encuentra la que es considerada como la primera referencia a un murciélago saliendo del infierno:

Cerca de la tierra de los esciápodos hay un pantano, en los bordes del cual el sucio Sócrates evoca las almas de los hombres. Pisander vino un día a ver su alma, la cual había dejado ahí aun en vida. Ofreció una pequeña víctima, un camello, cortó su garganta y, siguiendo el ejemplo de Odiseo, dio un paso hacia atrás. Luego aquel murciélago de un Chaerephon salió del infierno para beber la sangre del camello.

Steinman registró "Bat out of Hell" como marca registrada en 1995, y buscó prevenir que Meat Loaf usara el título. En 2006, no obstante, el cantante intentó cancelar la marca registrada de Steinman y usó el título para Bat Out of Hell III: The Monster Is Loose.

## Lanzamiento y promoción
Bat out of Hell fue lanzado por Cleveland International el 21 de octubre de 1977. La compañía madre de Cleveland International era Epic Records, donde casi todos odiaron el disco. En 1993, Steinman expresó que el álbum es "eterno en el sentido de que no cabía dentro de ninguna tendencia. Nunca ha sido parte de lo que está pasando. Podrías lanzar el disco en cualquier época y estaría fuera de lugar".
Fueron lanzados los sencillos 
Meat Loaf reveló en In the Studio que él no fue bien recibido al principio en el tour cuando abría para Cheap Trick. En la misma entrevista, Meat Loaf reveló que cuando tocó en la convención de CBS Records en 1978, algunos ejecutivos y la superestrella Billy Joel —quien se encontraba entre el público— le dieron a Meat Loaf una ovación de pie por su actuación después de una inolvidable interpretación de la canción "For Crying Out Loud", además de que fue un momento decisivo para el éxito del álbum en los Estados Unidos.

## Éxito comercial
El álbum no fue un éxito inmediato; fue más bien uno creciente. Bat out of Hell aún vende unas 200.000 copias por año y ha vendido un estimado de 34 millones de copias a nivel mundial, 14 millones tan sólo en los Estados Unidos, más de 1,5 millones (22 discos de platino) de álbumes en Australia (incluso volviendo a entrar a las listas en junio de 2007, en el número 43 del ARIA) convirtiéndose en uno de los álbumes más vendidos de todos los tiempos. En el Reino Unido permaneció en las listas por 474 semanas, hazaña superada únicamente por las 477 semanas de Rumours de Fleetwood Mac. En 2003, el álbum fue clasificado en la posición 343 de la lista de los 500 mejores álbumes de todos los tiempos de la revista Rolling Stone. En 2006 obtuvo la novena posición en una encuesta realizada por Australian Broadcasting Corporation para descubrir cuál era el álbum más popular de Australia. En noviembre de 2007, Meat Loaf fue galardonado con el premio al Álbum Clásico en la Lista de Honor del Rock Clásico de Classic Rock.

## Recepción de la crítica
La respuesta al álbum fue lenta. Steinman afirma que fue "subpromovido", teniendo una reputación de estar "dañado porque había dado vueltas por muchos lugares". Australia e Inglaterra fueron los primeros países en mostrar interés. El programa televisivo de la BBC The Old Grey Whistle Test transmitió un clip de la banda interpretando en vivo la primera canción del disco. De acuerdo con Classic Rock, la respuesta fue tan abrumadora que lo transmitieron de nuevo a la semana siguiente. Más tarde invitaron a la banda para tocar "Paraside" en vivo. "Como resultado, en el Reino Unido Bat se convirtió en un disco pasado de moda, impopular e inapropiado para la radio que se volvió un disco que era "obligatorio" de tener para cualquiera que lo oyera, "captara" o no la perspectiva única de Steinman".
Las críticas al principio eran variadas. Rolling Stone considera a las canciones "fenomenales, pero... completamente amaneradas y poco originales". También dice que los arreglos "no son malos", y en general los músicos son elogiados. La reseña termina con la afirmación de que "los protagonistas tienen que crecer". Por otro lado, las críticas contemporáneas son más positivas. Allmusic declara que "éste es pop del Grand Guignol — épico, gótico, operático y tonto, y es atractivo por todo lo anterior". Reconocen que Steinman es "un compositor sin comparación, simplemente porque nadie más quería hacer mini-épicos como éste". La producción de Rundgren es aplaudida, así como el ingenio en la música y la letra. "Puede elevar la pasión adolescente a dimensiones operáticas, y eso es ciertamente tonto, pero es difícil no maravillarse ante la habilidad detrás de este enormemente tonto e irresistible álbum".

### Influencias
Bat out of Hell con frecuencia es comparado con la música de Bruce Springsteen, particularmente con el álbum Born to Run. Steinman dice que lo encuentra «misterioso musicalmente», aunque ellos comparten influencias; "Springsteen fue más una inspiración que una influencia". Un artículo de BBC añade que «el hecho de que Max Weinberg y Roy Bittan de la banda E Street Band de Springsteen participaran en el álbum sólo ayudó a reforzar la comparación».
Todd Rundgren reconoce que Steinman fue altamente influenciado por la "angustia rural urbana adolescente" de Bruce Springsteen. De acuerdo con el representante David Sonenberg, "Jim siempre propondría títulos grandiosos y después escribiría una canción que intentaría justificar la grandeza del título".

## Disputas
En 1995, Cleveland International demandó a Sony Music Entertainment por regalías pendientes de pagar de ventas del álbum. Bajo los términos de la conciliación de 1998 con la que terminó la demanda, Sony accedió a incluir el logotipo de Cleveland International en todas las copias del disco que se produjeran en el futuro. En 2002, Stephen Popovich, fundador de Cleveland International y propietario de los derechos de su nombre, demandó a Sony, alegando que no había incluido el logotipo de Cleveland International en algunas copias del álbum y en algunas recopilaciones que Sony lanzó que incluían canciones del álbum. El 31 de mayo de 2005, la corte federal del distrito en Cleveland, Ohio emprendió el juicio contra Sony según un veredicto a favor de Popovich y le otorgó a Popovich más de USD$5.000.000 por daños por el incumplimiento del acuerdo de 1998 por parte de Sony. El 21 de noviembre de 2007, la corte de apelación en Cincinnati, Ohio confirmó el juicio del tribunal.

## Lista de canciones
Todas las canciones fueron escritas por Jim Steinman.

### Cara A
| # | Canción                                                       | Duración |
| - | ------------------------------------------------------------- | -------- |
| 1 | "Bat out of Hell"                                             | 9:48     |
| 2 | "You Took the Words Right Out of My Mouth (Hot Summer Night)" | 5:04     |
| 3 | "Heaven Can Wait"                                             | 4:38     |
| 4 | "All Revved Up with No Place to Go"                           | 4:19     |

### Cara B
| # | Canción | Duración |
| - | --- | -------- |
| 1 | "Two Out of Three Ain't Bad" | 5:23     |
| 2 | "Paradise by the Dashboard Light" (dueto con Ellen Foley) (I. Paradise / II. Let Me Sleep On It / III. Praying for the End of Time) | 8:28     |
| 3 | "For Crying Out Loud" | 8:45     |

El álbum también existe en muchos otros formatos y relanzamientos, incluyendo una edición conmemorativa del vigesimoquinto aniversario que incluye tres canciones nuevas ("Great Boléros of Fire" (introducción en vivo), "Bat out of Hell (en vivo)" y "Dead Ringer for Love") además del DVD Hits out of Hell, y un lanzamiento llamado "Bat out of Hell: Revamped" que incluye la canción "Dead Ringer for Love".

## Personal

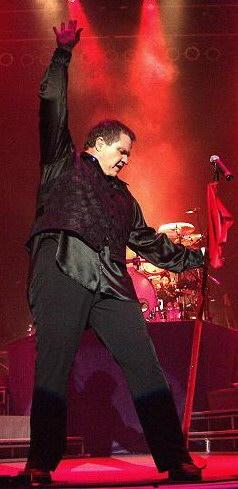
Meat Loaf.

- Meat Loaf – Voz, coros, percusiones
- Todd Rundgren – Guitarra, percusiones, teclado, coros
- Kasim Sulton – Bajo, voz
- Roy Bittan – Piano, teclado
- Steve Margoshes – Piano en "For Crying Out Loud"
- Cheryl Hardwick – Piano en "For Crying Out Loud"
- Jim Steinman – Teclado, percusiones, "efectos lascivos" en "Hot Summer Night"
- Roger Powell – Sintetizador
- John Wilcox – Batería
- Max Weinberg – Batería
- Edgar Winter – Saxofón
- Ellen Foley – Voz (disco) // Karla DeVito – vídeo y actuaciones en directo
- Rory Dodd – Voz
- Marcia McClain – Participación en "Hot Summer Night"
- Phil "Scooter" Rizzuto – Voz de los New York Yankees: "Paradise" jugada a jugada
- Gene Orloff – Concertino (Orquesta Filarmónica de Nueva York, Orquesta de Filadelfia)